# Coupe d'Europe de ski alpin 2021-2022
Navigation
2020-2021 2022-2023
La Coupe d'Europe de ski alpin 2021-2022 est la 51e édition de la Coupe d'Europe de ski alpin, compétition de ski alpin organisée annuellement. Selon le calendrier initial elle se déroule du 25 novembre 2021 au 20 mars 2022 dans vingt-huit stations européennes réparties dans dix pays. 

## Déroulement de la saison

### Saison des messieurs
36 épreuves sont prévues au départ pour les hommes cette saison et se composent de :
- 9 épreuves de descente
- 9 épreuves de super-G
- 10 épreuves de slalom géant
- 8 épreuves de slalom

Ces épreuves se déroulent sur 15 sites.
| \| Zinal Santa Caterina Obereggen Val di Fassa Vaujany Berchtesgaden Garmisch Saalbach Reiteralm Tarvisio Glungezer \| Les sites des compétitions situés dans les Alpes |
| Zinal Santa Caterina Obereggen Val di Fassa Vaujany Berchtesgaden Garmisch Saalbach Reiteralm Tarvisio Glungezer                                                        |

| \| Kvitfjell Soldeu Oppdal Almåsa \| Les sites des compétitions hors Alpes |
| Kvitfjell Soldeu Oppdal Almåsa                                             |

### Saison des dames
38 épreuves sont prévues au départ pour les dames cette saison et se composent de :
- 9 épreuves de descente
- 7 épreuves de super-G
- 11 épreuves de slalom géant
- 11 épreuves de slalom

Ces épreuves se déroulent sur 17 sites.
| \| Valle Aurina Andalo Zinal Meiringen Crans-Montana Zell am See Val di Fassa Orcières Maribor Saint-Anton Sarntal Bad Wiessee Pass Thurn Mayrhofen \| Les sites des compétitions situés dans les Alpes |
| Valle Aurina Andalo Zinal Meiringen Crans-Montana Zell am See Val di Fassa Orcières Maribor Saint-Anton Sarntal Bad Wiessee Pass Thurn Mayrhofen                                                        |

| \| Trysil Kopaonik Kvitfjell Soldeu Duved \| Les sites des compétitions hors Alpes |
| Trysil Kopaonik Kvitfjell Soldeu Duved                                             |

## Classement général
| Rang | Nom                   | Points | Victoire(s) | Podium(s) |
| ---- | --------------------- | ------ | ----------- | --------- |
| 1    | Giovanni Franzoni     | 709    | 3           | 5         |
| 2    | Fadri Janutin         | 652    | 2           | 4         |
| 3    | Ralph Weber           | 555    | 2           | 4         |
| 4    | Josua Mettler         | 535    | 1           | 2         |
| -    | Christoph Krenn       | 535    |             | 2         |
| 6    | Alexander Steen Olsen | 510    | 2           | 4         |
| 7    | Joan Verdú            | 491    | 4           | 5         |
| 8    | Lukas Feurstein       | 376    |             | 3         |
| 9    | Marco Pfiffner        | 362    |             | 2         |
| 10   | Lars Rösti            | 360    | 2           | 2         |

| Rang | Nom               | Points | Victoire(s) | Podium(s) |
| ---- | ----------------- | ------ | ----------- | --------- |
| 1    | Franziska Gritsch | 1098   | 6           | 9         |
| 2    | Aline Danioth     | 540    | 4           | 5         |
| 3    | Christina Ager    | 540    | 1           | 4         |
| 4    | Juliana Suter     | 511    | 4           | 5         |
| 5    | Elsa Fermbäck     | 454    | 1           | 4         |
| 6    | Simone Wild       | 199    | 2           | 4         |
| 7    | Jasmina Suter     | 412    |             | 3         |
| 8    | Lara Della Mea    | 410    |             | 2         |
| 9    | Jonna Luthman     | 403    |             | 2         |
| 10   | Esther Paslier    | 397    | 1           | 2         |

## Classements de chaque discipline
Les noms en gras remportent les titres des disciplines.

### Descente
| Rang | Nom               | Points | Victoire(s) | Podium(s) |
| ---- | ----------------- | ------ | ----------- | --------- |
| 1    | Ralph Weber       | 419    | 1           | 4         |
| 2    | Lars Rösti        | 353    | 2           | 2         |
| 3    | Marco Pfiffner    | 293    |             | 2         |
| 4    | Josua Mettler     | 268    | 1           | 2         |
| 5    | Cameron Alexander | 255    | 1           | 2         |
| 6    | Jeffrey Read      | 249    | 1           | 3         |
| 7    | Christoph Krenn   | 243    |             | 1         |
| 8    | Yannick Chabloz   | 209    | 1           | 2         |
| -    | Nicolo Molteni    | 209    |             | 1         |
| 10   | Adur Etxezarreta  | 206    |             | 1         |

| Rang | Nom                        | Points | Victoire(s) | Podium(s) |
| ---- | -------------------------- | ------ | ----------- | --------- |
| 1    | Juliana Suter              | 505    | 4           | 6         |
| 2    | Inni Holm Wembstad         | 337    | 1           | 2         |
| 3    | Delia Durrer               | 334    |             | 2         |
| 4    | Emily Schöpf               | 330    | 1           | 1         |
| 5    | Christina Ager             | 295    |             | 1         |
| -    | Lena Wechner               | 295    |             | 1         |
| 7    | Esther Paslier             | 282    | 1           | 2         |
| 8    | Elena Dolmen               | 260    |             |           |
| 9    | Monica Zanoner             | 259    |             | 1         |
| 10   | Katrin Hirtl-Stangassinger | 205    |             | 1         |

### Super G
| Rang | Nom                      | Points | Victoire(s) | Podium(s) |
| ---- | ------------------------ | ------ | ----------- | --------- |
| 1    | Giovanni Franzoni        | 453    | 3           | 4         |
| 2    | Christoph Krenn          | 292    |             | 1         |
| 3    | Lukas Feurstein          | 262    |             | 2         |
| 4    | Markus Nordgård Fossland | 257    | 1           | 2         |
| 5    | Andreas Ploier           | 232    |             |           |
| 6    | Florian Loriot           | 201    |             | 1         |
| 7    | Stefan Babinsky          | 194    | 1           | 2         |
| -    | Matteo Franzoso          | 194    | 1           | 1         |
| 9    | Daniel Danklmaier        | 156    |             | 2         |
| 10   | Gilles Roulin            | 143    |             |           |
| -    | Josua Mettler            | 143    |             |           |

| Rang | Nom                 | Points | Victoire(s) | Podium(s) |
| ---- | ------------------- | ------ | ----------- | --------- |
| 1    | Christina Ager      | 245    | 1           | 3         |
| 2    | Elisabeth Reisinger | 210    | 1           | 2         |
| 3    | Franziska Gritsch   | 200    | 2           | 2         |
| 4    | Jasmina Suter       | 186    |             | 2         |
| 5    | Vanessa Nussbaumer  | 162    |             | 1         |
| 6    | Jonna Luthman       | 132    |             |           |
| 7    | Estelle Alphand     | 130    |             | 1         |
| 8    | Esther Paslier      | 115    |             |           |
| 9    | Sabrina Maier       | 114    |             |           |
| 10   | Sabrina Absmann     | 108    |             |           |

### Géant
| Rang | Nom               | Points | Victoire(s) | Podium(s) |
| ---- | ----------------- | ------ | ----------- | --------- |
| 1    | Joan Verdú        | 484    | 4           | 5         |
| 2    | Fadri Janutin     | 324    | 1           | 2         |
| 3    | Loévan Parand     | 253    |             | 2         |
| 4    | Giovanni Franzoni | 236    |             | 1         |
| 5    | Livio Simonet     | 206    |             | 1         |
| 6    | Samu Torsti       | 204    |             | 2         |
| 7    | Charlie Raposo    | 194    |             |           |
| 8    | Anton Grammel     | 192    |             | 1         |
| 9    | Cédric Noger      | 185    | 1           | 1         |
| 10   | Sam Maes          | 180    | 1           | 2         |

| Rang | Nom                   | Points | Victoire(s) | Podium(s) |
| ---- | --------------------- | ------ | ----------- | --------- |
| 1    | Simone Wild           | 435    | 2           | 4         |
| 2    | Vivianne Härri        | 375    |             | 3         |
| 3    | Nina Astner           | 306    |             | 1         |
| 4    | Elisa Mörzinger       | 305    | 1           | 3         |
| 5    | Franziska Gritsch     | 256    | 1           | 2         |
| 6    | Vanessa Kasper        | 254    |             |           |
| 7    | Ilaria Ghisalberti    | 234    |             |           |
| 8    | Neja Dvornik          | 219    |             | 1         |
| 9    | Lisa Nyberg           | 218    | 1           | 1         |
| 10   | Camille Rast          | 180    | 1           | 1         |
| -    | Coralie Frasse Sombet | 180    | 1           | 2         |

### Slalom
| Rang | Nom                   | Points | Victoire(s) | Podium(s) |
| ---- | --------------------- | ------ | ----------- | --------- |
| 1    | Alexander Steen Olsen | 360    | 2           | 4         |
| 2    | Noel von Grünigen     | 354    | 1           | 2         |
| 3    | Fabian Himmelsbach    | 340    | 1           |           |
| 4    | Fadri Janutin         | 328    | 1           | 2         |
| 5    | Paco Rassat           | 321    |             | 2         |
| 6    | Joshua Sturm          | 281    | 1           | 2         |
| 7    | Joaquim Salarich      | 268    |             | 3         |
| 8    | Reto Mächler          | 262    |             | 1         |
| 9    | Anton Tremmel         | 215    |             | 1         |
| 10   | Billy Major           | 180    | 1           | 2         |

| Rang | Nom               | Points | Victoire(s) | Podium(s) |
| ---- | ----------------- | ------ | ----------- | --------- |
| 1    | Aline Danioth     | 540    | 4           | 6         |
| 2    | Franziska Gritsch | 488    | 2           | 3         |
| 3    | Elsa Fermbäck     | 454    | 1           | 5         |
| 4    | Lara Della Mea    | 409    |             | 2         |
| 5    | Elena Stoffel     | 341    |             | 2         |
| 6    | Chiara Mair       | 290    | 1           | 3         |
| 7    | Marie Lamure      | 253    |             |           |
| 8    | Jessica Hilzinger | 217    |             | 1         |
| 9    | Leona Popović     | 211    |             | 1         |
| 10   | Emma Aicher       | 200    | 2           | 2         |

## Coupe des Nations
| Rang | Nation   | Points | Victoire(s) | Podium(s) |
| ---- | -------- | ------ | ----------- | --------- |
| 1    | Suisse   | 10443  | 21          | 56        |
| 2    | Autriche | 9167   | 13          | 41        |
| 3    | Italie   | 6609   | 4           | 15        |
| 4    | France   | 4183   | 4           | 14        |
| 5    | Suède    | 2570   | 2           | 11        |

| Rang | Nation   | Points | Victoire(s) | Podium(s) |
| ---- | -------- | ------ | ----------- | --------- |
| 1    | Suisse   | 5289   | 10          | 23        |
| 2    | Autriche | 3846   | 2           | 14        |
| 3    | Italie   | 2816   | 4           | 10        |
| 4    | France   | 2533   | 2           | 10        |
| 5    | Norvège  | 1405   | 3           | 5         |

| Rang | Nation   | Points | Victoire(s) | Podium(s) |
| ---- | -------- | ------ | ----------- | --------- |
| 1    | Autriche | 5321   | 11          | 27        |
| 2    | Suisse   | 5154   | 11          | 33        |
| 3    | Italie   | 3793   |             | 5         |
| 4    | Suède    | 2104   | 2           | 10        |
| 5    | France   | 1650   | 2           | 4         |

## Calendrier et résultats

### Messieurs
| N°      | Lieu                       | Date             | Épreuve  | Vainqueur                                                             | Deuxième                                                              | Troisième                                                             |
| ------- | -------------------------- | ---------------- | -------- | --------------------------------------------------------------------- | --------------------------------------------------------------------- | --------------------------------------------------------------------- |
| 1       | Zinal                      | 29 novembre 2021 | Super G  | Matteo Franzoso (it)                                                  | Lukas Feurstein                                                       | Markus Nordgård Fossland (it)                                         |
| 2       | Zinal                      | 30 novembre 2021 | Super G  | Giovanni Franzoni                                                     | Cyprien Sarrazin                                                      | Florian Loriot                                                        |
| 3       | Zinal                      | 2 décembre 2021  | Géant    | Brian McLaughlin (it)                                                 | Lukas Feurstein                                                       | Maarten Meiners (de)                                                  |
| 4       | Zinal                      | 3 décembre 2021  | Géant    | Cédric Noger                                                          | Sam Maes Giovanni Franzoni                                            | -                                                                     |
| 5       | Santa Caterina di Valfurva | 11 décembre 2021 | Descente | Yannick Chabloz                                                       | Marco Pfiffner                                                        | Ralph Weber                                                           |
| 6       | Santa Caterina di Valfurva | 12 décembre 2021 | Descente | Josua Mettler                                                         | Marco Pfiffner                                                        | Ralph Weber                                                           |
| 7       | Santa Caterina di Valfurva | 13 décembre 2021 | Super G  | Ralph Weber                                                           | Giovanni Franzoni                                                     | Christoph Krenn                                                       |
| 8       | Obereggen                  | 15 décembre 2021 | Slalom   | Alexander Steen Olsen                                                 | Anton Tremmel                                                         | Albert Popov Victor Muffat-Jeandet                                    |
| 9       | Val di Fassa               | 16 décembre 2021 | Slalom   | Clément Noël                                                          | Alexander Steen Olsen                                                 | Jett Seymour                                                          |
| 10      | Glungezer                  | 19 décembre 2021 | Géant    | Joan Verdú                                                            | Samu Torsti                                                           | Kryštof Krýzl                                                         |
| 11      | Glungezer                  | 20 décembre 2021 | Géant    | Joan Verdú                                                            | Samu Torsti                                                           | Loévan Parand                                                         |
| 12      | Berchtesgaden              | 7 janvier 2022   | Slalom   | Joshua Sturm                                                          | Billy Major                                                           | Noel von Grünigen                                                     |
| 13      | Berchtesgaden              | 8 janvier 2022   | Slalom   | Billy Major                                                           | Fabian Himmelsbach                                                    | Joel Lütolf                                                           |
| 14      | Tarvisio                   | 13 janvier 2022  | Descente | Lars Rösti                                                            | Christoph Krenn                                                       | Ralph Weber                                                           |
| 15      | Tarvisio                   | 14 janvier 2022  | Descente | Lars Rösti                                                            | Nicolo Molteni                                                        | Adur Etxezarreta                                                      |
| 16      | Vaujany                    | 20 janvier 2022  | Slalom   | Fabian Himmelsbach                                                    | Paco Rassat                                                           | Joaquim Salarich                                                      |
| 17      | Vaujany                    | 21 janvier 2022  | Slalom   | Fadri Janutin                                                         | Paco Rassat                                                           | Reto Mächler                                                          |
| 18      | Saalbach                   | 25 janvier 2022  | Descente | James Crawford                                                        | Yannick Chabloz                                                       | Jeffrey Read                                                          |
| 19      | Saalbach                   | 26 janvier 2022  | Descente | Jeffrey Read                                                          | Urs Kryenbühl                                                         | Cameron Alexander                                                     |
| 20      | Saalbach                   | 27 janvier 2022  | Super G  | Giovanni Franzoni                                                     | Nicolo Molteni                                                        | Julian Schütter                                                       |
| -       | Garmisch-Partenkirchen     | 1er février 2022 | Super G  | Épreuves annulées, un super G est repris par Kvitfjell le 11 février. | Épreuves annulées, un super G est repris par Kvitfjell le 11 février. | Épreuves annulées, un super G est repris par Kvitfjell le 11 février. |
| -       | Garmisch-Partenkirchen     | 2 février 2022   | Super G  | Épreuves annulées, un super G est repris par Kvitfjell le 11 février. | Épreuves annulées, un super G est repris par Kvitfjell le 11 février. | Épreuves annulées, un super G est repris par Kvitfjell le 11 février. |
| -       | Reiteralm                  | 3 février 2022   | Géant    | Épreuve annulée.                                                      | Épreuve annulée.                                                      | Épreuve annulée.                                                      |
| 21      | Reiteralm                  | 4 février 2022   | Géant    | Joan Verdú                                                            | Loévan Parand                                                         | Thomas Lardon                                                         |
| 22      | Kvitfjell                  | 9 février 2022   | Descente | Ralph Weber                                                           | Olle Sundin (it)                                                      | Guglielmo Bosca                                                       |
| 23      | Kvitfjell                  | 10 février 2022  | Descente | Cameron Alexander                                                     | Josua Mettler                                                         | Jeffrey Read                                                          |
| 24      | Kvitfjell                  | 11 février 2022  | Super G, | Stefan Babinsky                                                       | Cameron Alexander                                                     | Daniel Danklmaier                                                     |
| 25      | Oppdal                     | 14 février 2022  | Super G  | Markus Nordgård Fossland (no)                                         | Daniel Danklmaier                                                     | Stefan Babinsky                                                       |
| 26      | Oppdal                     | 15 février 2022  | Super G  | Giovanni Franzoni                                                     | Lukas Feurstein                                                       | Otmar Striedinger                                                     |
| 27      | Oppdal                     | 18 février 2022  | Géant    | Joan Verdú                                                            | Livio Simonet                                                         | Patrick Feurstein (de)                                                |
| 28      | Oppdal                     | 19 février 2022  | Géant    | Fadri Janutin                                                         | Filippo Della Vite                                                    | Anton Grammel (de)                                                    |
| 29      | Almåsa                     | 22 février 2022  | Slalom   | Noel von Grünigen                                                     | Fadri Janutin                                                         | Joaquim Salarich                                                      |
| 30      | Almåsa                     | 23 février 2022  | Slalom   | Steven Amiez                                                          | Alexander Steen Olsen                                                 | Tanguy Nef                                                            |
| Finales |                            |                  |          |                                                                       |                                                                       |                                                                       |
| 31      | Soldeu/El Tarter           | 15 mars 2022     | Géant    | Sam Maes                                                              | Fadri Janutin                                                         | Joan Verdú                                                            |
| 32      | Soldeu/El Tarter           | 16 mars 2022     | Slalom   | Alexander Steen Olsen                                                 | Joaquim Salarich                                                      | Joshua Sturm                                                          |
| 33      | Soldeu/El Tarter           | 18 mars 2022     | Super G  | épreuve annulée                                                       | épreuve annulée                                                       | épreuve annulée                                                       |
| 34      | Soldeu/El Tarter           | 20 mars 2022     | Descente | épreuve annulée                                                       | épreuve annulée                                                       | épreuve annulée                                                       |

### Dames
| N°      | Lieu                 | Date             | Épreuve  | Vainqueur | Deuxième | Troisième |
| ------- | -------------------- | ---------------- | -------- | --- | --- | --- |
| -       | Duved                | 25 novembre 2021 | Slalom   | Épreuves annulées pour insuffisance de neige. Épreuves de slalom de Duved reportées à Pass Thurn les 2 et 3 décembre. Épreuves de slalom géant de Trysil reportées à Mayrhofen les 29 et 30 novembre. | Épreuves annulées pour insuffisance de neige. Épreuves de slalom de Duved reportées à Pass Thurn les 2 et 3 décembre. Épreuves de slalom géant de Trysil reportées à Mayrhofen les 29 et 30 novembre. | Épreuves annulées pour insuffisance de neige. Épreuves de slalom de Duved reportées à Pass Thurn les 2 et 3 décembre. Épreuves de slalom géant de Trysil reportées à Mayrhofen les 29 et 30 novembre. |
| -       | Duved                | 26 novembre 2021 | Slalom   | Épreuves annulées pour insuffisance de neige. Épreuves de slalom de Duved reportées à Pass Thurn les 2 et 3 décembre. Épreuves de slalom géant de Trysil reportées à Mayrhofen les 29 et 30 novembre. | Épreuves annulées pour insuffisance de neige. Épreuves de slalom de Duved reportées à Pass Thurn les 2 et 3 décembre. Épreuves de slalom géant de Trysil reportées à Mayrhofen les 29 et 30 novembre. | Épreuves annulées pour insuffisance de neige. Épreuves de slalom de Duved reportées à Pass Thurn les 2 et 3 décembre. Épreuves de slalom géant de Trysil reportées à Mayrhofen les 29 et 30 novembre. |
| -       | Trysil               | 29 novembre 2021 | Géant    | Épreuves annulées pour insuffisance de neige. Épreuves de slalom de Duved reportées à Pass Thurn les 2 et 3 décembre. Épreuves de slalom géant de Trysil reportées à Mayrhofen les 29 et 30 novembre. | Épreuves annulées pour insuffisance de neige. Épreuves de slalom de Duved reportées à Pass Thurn les 2 et 3 décembre. Épreuves de slalom géant de Trysil reportées à Mayrhofen les 29 et 30 novembre. | Épreuves annulées pour insuffisance de neige. Épreuves de slalom de Duved reportées à Pass Thurn les 2 et 3 décembre. Épreuves de slalom géant de Trysil reportées à Mayrhofen les 29 et 30 novembre. |
| -       | Trysil               | 30 novembre 2021 | Géant    | Épreuves annulées pour insuffisance de neige. Épreuves de slalom de Duved reportées à Pass Thurn les 2 et 3 décembre. Épreuves de slalom géant de Trysil reportées à Mayrhofen les 29 et 30 novembre. | Épreuves annulées pour insuffisance de neige. Épreuves de slalom de Duved reportées à Pass Thurn les 2 et 3 décembre. Épreuves de slalom géant de Trysil reportées à Mayrhofen les 29 et 30 novembre. | Épreuves annulées pour insuffisance de neige. Épreuves de slalom de Duved reportées à Pass Thurn les 2 et 3 décembre. Épreuves de slalom géant de Trysil reportées à Mayrhofen les 29 et 30 novembre. |
| -       | Kvitfjell            | 2 décembre 2021  | Super G  | Épreuves annulées pour insuffisance de neige. Épreuves de slalom de Duved reportées à Pass Thurn les 2 et 3 décembre. Épreuves de slalom géant de Trysil reportées à Mayrhofen les 29 et 30 novembre. | Épreuves annulées pour insuffisance de neige. Épreuves de slalom de Duved reportées à Pass Thurn les 2 et 3 décembre. Épreuves de slalom géant de Trysil reportées à Mayrhofen les 29 et 30 novembre. | Épreuves annulées pour insuffisance de neige. Épreuves de slalom de Duved reportées à Pass Thurn les 2 et 3 décembre. Épreuves de slalom géant de Trysil reportées à Mayrhofen les 29 et 30 novembre. |
| -       | Kvitfjell            | 3 décembre 2021  | Super G  | Épreuves annulées pour insuffisance de neige. Épreuves de slalom de Duved reportées à Pass Thurn les 2 et 3 décembre. Épreuves de slalom géant de Trysil reportées à Mayrhofen les 29 et 30 novembre. | Épreuves annulées pour insuffisance de neige. Épreuves de slalom de Duved reportées à Pass Thurn les 2 et 3 décembre. Épreuves de slalom géant de Trysil reportées à Mayrhofen les 29 et 30 novembre. | Épreuves annulées pour insuffisance de neige. Épreuves de slalom de Duved reportées à Pass Thurn les 2 et 3 décembre. Épreuves de slalom géant de Trysil reportées à Mayrhofen les 29 et 30 novembre. |
| 1       | Mayrhofen            | 29 novembre 2021 | Géant    | Charlotte Ling | Franziska Gritsch | Lorina Zelger (it) |
| -       | Mayrhofen            | 30 novembre 2021 | Géant    | Épreuve annulée à cause des conditions météorologiques. | Épreuve annulée à cause des conditions météorologiques. | Épreuve annulée à cause des conditions météorologiques. |
| 2       | Pass Thurn           | 2 décembre 2021  | Slalom   | Emma Aicher | Elena Stoffel | Franziska Gritsch |
| 3       | Pass Thurn           | 3 décembre 2021  | Slalom   | Emma Aicher | Elsa Fermbäck | Jessica Hilzinger |
| 4       | Zinal                | 9 décembre 2021  | Super G  | Christina Ager | Estelle Alphand | Elisabeth Reisinger |
| 5       | Zinal                | 9 décembre 2021  | Super G  | Elisabeth Reisinger | Jasmina Suter | Christina Ager |
| 6       | Andalo               | 11 décembre 2021 | Géant    | Zrinka Ljutić | Camille Rast | Magdalena Łuczak (it) |
| 7       | Andalo               | 12 décembre 2021 | Géant    | Camille Rast | Selina Egloff (it) | Hilma Lövblom (it) |
| 8       | Valle Aurina/Ahrntal | 15 décembre 2021 | Slalom   | Elsa Fermbäck | Leona Popović | Chiara Mair |
| 9       | Valle Aurina/Ahrntal | 16 décembre 2021 | Slalom   | Chiara Mair | Katharina Gallhuber | Elsa Fermbäck |
| 10      | Val di Fassa         | 19 décembre 2021 | Descente | Emily Schöpf | Juliana Suter | Katrin Hirtl-Stanggassinger |
| 11      | Val di Fassa         | 21 décembre 2021 | Descente | Juliana Suter | Christina Ager | Janine Schmitt |
| 12      | Orcières-Merlette    | 13 janvier 2022  | Descente | Juliana Suter | Alice Robinson | Monica Zanoner |
| 13      | Orcières-Merlette    | 14 janvier 2022  | Descente | Juliana Suter | Alice Robinson | Esther Paslier |
| 14      | Orcières-Merlette    | 15 janvier 2022  | Géant    | Coralie Frasse Sombet | Elisa Mörzinger | Vivianne Härri |
| 15      | Orcières-Merlette    | 16 janvier 2022  | Géant    | Simone Wild | Coralie Frasse Sombet | Nina Astner |
| 16      | Meiringen-Hasliberg  | 19 janvier 2022  | Slalom   | Aline Danioth | Vera Tschurtschenthaler | Selina Egloff |
| 17      | Meiringen-Hasliberg  | 20 janvier 2022  | Slalom   | Aline Danioth | Rosa Pohjolainen | Lara Della Mea |
| 18      | Saint-Anton          | 26 janvier 2022  | Descente | Esther Paslier | Juliana Suter | Livia Rossi |
| 19      | Saint-Anton          | 27 janvier 2022  | Descente | Juliana Suter | Magdalena Egger | Lena Wechner |
| 20      | Zell am See          | 29 janvier 2022  | Slalom   | Aline Danioth | Chiara Mair | Elena Stoffel |
| -       | Zell am See          | 30 janvier 2022  | Slalom   | Épreuve Annulée. | Épreuve Annulée. | |
| 21      | Sarentino            | 3 février 2022   | Super G  | Franziska Gritsch | Jasmina Suter | Vanessa Nussbauer |
| 22      | Sarentino            | 4 février 2022   | Super G  | Franziska Gritsch | Christina Ager | Karoline Pichler |
| -       | Kopaonik             | 12 février 2022  | Géant    | Épreuve Annulée. | Épreuve Annulée. | |
| 23      | Kopaonik             | 13 février 2022  | Géant    | Elisa Mörzinger | Simone Wild | Jonna Luthman (it) |
| 24      | Maribor              | 12 février 2022  | Géant    | Franziska Gritsch | Neja Dvornik | Simone Wild |
| 25      | Maribor              | 13 février 2022  | Géant    | Lisa Nyberg (it) | Elisa Mörzinger | Vivianne Härri |
| 26      | Crans-Montana        | 19 février 2022  | Descente | Franziska Gritsch | Inni Holm Wembstad (it) | Delia Durrer |
| 27      | Crans-Montana        | 20 février 2022  | Descente | Inni Holm Wembstad (it) | Jonna Luthman (it) | Delia Durrer |
| 28      | Bad Wiessee          | 24 février 2022  | Slalom   | Franziska Gritsch | Elsa Fermbäck | Aline Danioth |
| 29      | Bad Wiessee          | 25 février 2022  | Slalom   | Franziska Gritsch | Aline Danioth | Elsa Fermbäck |
| Finales |                      |                  |          | | | |
| 30      | Soldeu/El Tarter     | 16 mars 2022     | Descente | épreuve annulée | épreuve annulée | épreuve annulée |
| 31      | Soldeu/El Tarter     | 17 mars 2022     | Super G  | épreuve annulée | épreuve annulée | épreuve annulée |
| 32      | Soldeu/El Tarter     | 19 mars 2022     | Géant    | Simone Wild | Jasmina Suter | Vivianne Härri |
| 33      | Soldeu/El Tarter     | 20 mars 2022     | Slalom   | Aline Danioth | Franziska Gritsch | Lara Della Mea |